# Zespół Tańca Ludowego „Sanok”

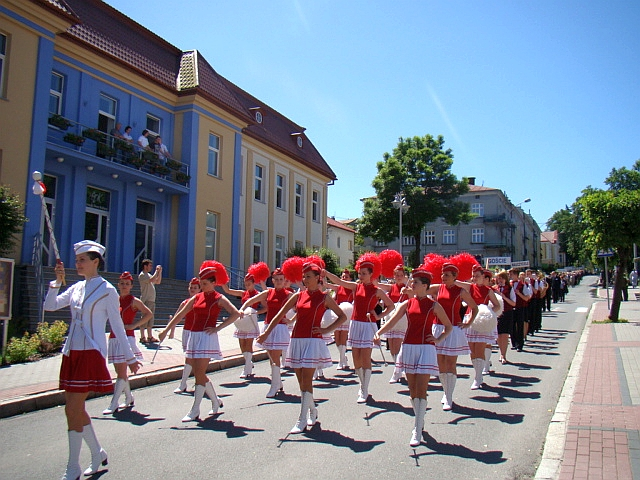
Sanocki Dom Kultury, siedziba Zespołu przy ulicy Mickiewicza 24 w Sanoku

Zespół Tańca Ludowego „SANOK” (ZTL „Sanok”) – sanocki zespół folklorystyczny działający od 1993 roku, pod patronatem Sanockiego Domu Kultury. Zajęcia zespołu odbywają się w budynku SDK przy ul. Adama Mickiewicza 24. 
Zespół jest kontynuatorem tradycji Zespołu Pieśni i Tańca „Autosan”. 
Obecnie (2023) na zespół składają się cztery grupy: grupa dziecięca młodsza, grupa dziecięca starsza, grupa młodzieżowa oraz grupa dorosłych. Kierownikiem artystycznym i choreografem był Janusz Podkul. Po jego śmierci w lipcu 2022 roku jego rolę przejęła Martyna Dąbrowska.
ZTL „SANOK” ma w programie tańce narodowe (polonez, mazur, krakowiak, kujawiak, oberek) oraz  melodie, pieśni i tańce regionalne z lubelskiego, łowickiego, rzeszowskiego i Lachów Sądeckich. Zespół prowadzi działalność dydaktyczno-kulturalną na terenie sanockich placówek oświatowych. 
30 sierpnia 2009 roku powołano Stowarzyszenie Miłośników Zespołu Tańca Ludowego „SANOK”, które zrzesza byłych i obecnych tancerzy, rodziców i innych miłośników regionu sanockiego. Pierwszym prezesem była Alicja Wosik, a od 30 sierpnia 2012 roku funkcję pełni Anna Słapińska.